# 吉田直吉
吉田 直吉（よしだ なおきち、生没年不詳）とは明治時代の東京の地本問屋である。

## 来歴
明治時代に東京府日本橋区堀江町1丁目2番地において地本問屋を営業している。小林清親の錦絵「大日本帝国万歳 大一軍鳳凰城ヲ占領ス」を出版したことが知られる。